# Joule-hő

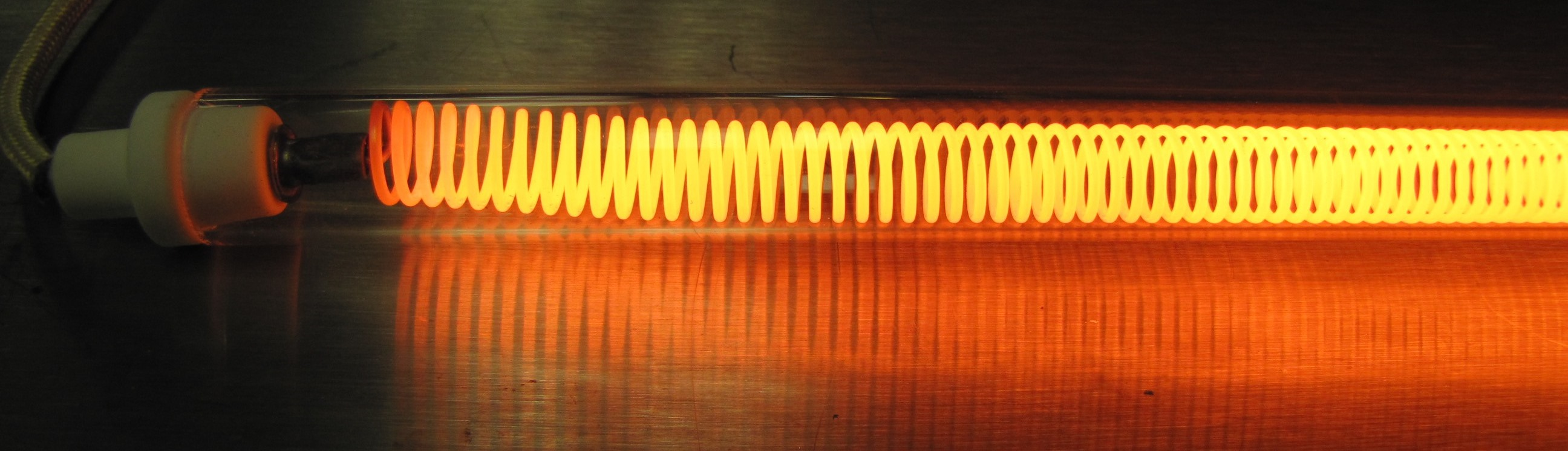
Tekercses fűtőelem egy elektromos kenyérpirítóból, vöröstől sárgáig izzó fényben

A Joule-hő, más néven rezisztív, ellenállás- vagy ohmikus hő olyan hő, amelyet a vezetőn áthaladó elektromos áram termel.
Az első Joule-törvény (vagy csak Joule-törvény), amelyet a volt Szovjetunió országaiban Joule–Lenz-törvényként is ismernek, kimondja, hogy az elektromos vezető által generált fűtési teljesítmény egyenlő az ellenállása és a rajta átfolyó áram négyzetének szorzatával:{\displaystyle P=I^{2}R}Vagy másként, az Ohm-törvény alapján:{\displaystyle P=U^{2}/R}A Joule-hő a teljes elektromos vezetőn keletkezik, ellentétben a Peltier-effektussal, amely egyik elektromos csomópontból a másikba viszi át a hőt.

## Története
James Prescott Joule először 1840 decemberében tett közzé egy összefoglalót a Proceedings of the Royal Society folyóiratban, amelyben arra utalt, hogy elektromos árammal hőt lehet előállítani. Joule adott tömegű vízbe merített egy hosszú vezetéket, és 30 percig mérte a  a vezetéken átfolyó ismert áram által létrehozott hőmérséklet-emelkedést. Az áramerősség és a vezeték hosszának (ellenállásának) változtatásával arra a következtetésre jutott, hogy a termelt hő arányos az áram és a bemerült vezeték elektromos ellenállásának szorzatával.
1841-ben és 1842-ben a későbbi kísérletek kimutatták, hogy a termelt hő mennyisége arányos volt az áramot adó Volta-oszlopban felhasznált kémiai energiával. Ez arra késztette Joule-t, hogy elutasítsa az akkoriban leginkább elfogadott kalóriaelméletet  és inkább a hő mechanikai elmélete mellett álljon ki, amely szerint a hővel közölt energiának van mozgási energia megfelelője.
Az ellenállásos fűtést, tőle függetlenül Heinrich Lenz is tanulmányozta 1842-ben.
Az SI energia mértékegységét ezt követően joule-nak nevezték el, és J-vel jelölték. A teljesítmény mértékegysége, a watt másodpercenként egy joule-nak felel meg.

## Mikroszkópikus leírás
A Joule fűtést a töltéshordozók (általában elektronok) és a vezető anyag közötti kölcsönhatások okozzák.
A vezető két pontja közötti potenciálkülönbség (feszültség) olyan elektromos teret hoz létre, amely a töltéshordozókat az elektromos tér irányában gyorsítja, mozgási energiát adva nekik. Amikor a töltött részecskék ütköznek a vezetőben lévő kvázi részecskékkel (ezek kvantált, ionos rácsrezgések, a kristály harmonikus közelítésében) az elektronokból energia adódik át a rácsnak (ami további rácsrezgéseket gerjeszt). Az ionok rezgései jelentik a sugárzás ("hőenergia") eredetét, amelyet egy tipikus kísérlet során mérünk. Azért idézőjeles a kifejezés, mert a termodinamika szerint maga a hő nem energia, csak az energiaterjedés egy formája.

## Teljesítmény-veszteség és zaj
A Joule-fűtést ohmos fűtésnek vagy ellenállásos fűtésnek is nevezik, mert kapcsolatban van az Ohm-törvénnyel. Ez képezi az alapját az elektromos fűtéssel kapcsolatos számos gyakorlati alkalmazásnak. Azonban azokban az alkalmazásokban, ahol a melegedés az áramhasználat nem kívánt velejárója (pl. terhelési veszteségek  a transzformátorokban), ezt gyakran ellenállásveszteségnek nevezik. A nagyfeszültségű elektromos távvezeték rendszerekben történő alkalmazását kifejezetten arra tervezték, hogy csökkentsék az ilyen, kábeleken létrejövő veszteségeket azáltal, hogy arányosan alacsonyabb áramerősséggel működnek. Az Egyesült Királyság otthonaiban két párhuzamos vezetéken, juttatják el az áramot a konnektorokhoz , így csökkentve a Joule-melegedést a vezetékekben. Szupravezető anyagokban Joule-hő nem termelődik, mivel ezeknek az anyagoknak szupravezető állapotban nulla az elektromos ellenállása.
Az ellenállások elektromos zajt keltenek, ezt nevezik Johnson–Nyquist-zajnak (vagy más néven termikus zajnak). Szoros kapcsolat van a Johnson–Nyquist-zaj és a Joule-hő között, amit a fluktuáció-disszipáció elmélet magyaráz.

## Képletek

### Egyenáram
A Joule-hő alapképlete az általánosított teljesítményegyenlet:{\displaystyle P=I(U_{A}-U_{B})}ahol
- P a teljesítmény (időegységre eső energia), amelyet elektromos energiából hővé alakul át,
- {\displaystyle I} az ellenálláson vagy más elemen áthaladó áram,
- {\displaystyle U_{A}-U_{B}} az adott áramköri elemen kialakuló feszültségesés.

Feltéve, hogy az áramköri elem tökéletes ellenállásként viselkedik, vagyis rajta a teljesítmény teljesen hővé alakul a képlet átalakítható, az Ohm törvény ({\displaystyle U=IR}) alapján:{\displaystyle P=UI=I^{2}R=U^{2}/R}ahol R az ellenállás.

### Váltakozó áram
{\displaystyle P(t)=U(t)I(t)}ahol t az idő és P az elektromos energiából hővé alakított pillanatnyi teljesítmény. Sokkal gyakrabban az átlagteljesítmény fontosabb, mint a pillanatnyi {\displaystyle P_{\rm {avg}}=U_{\text{rms}}I_{\text{rms}}=I_{\text{rms}}^{2}R=U_{\text{rms}}^{2}/R}ahol az "avg" egy vagy több ciklus átlagát, az "rms" pedig a négyzetes átlagot jelöli.
Ezek a képletek ideális ellenállásra érvényesek, (aminek nulla a reaktanciája). Ha a reaktancia nem nulla, az kifejezések így módosulnak:{\displaystyle P_{\rm {avg}}=U_{\text{rms}}I_{\text{rms}}\cos \phi =I_{\text{rms}}^{2}\operatorname {Re} (Z)=U_{\text{rms}}^{2}\operatorname {Re} (Y^{*})}ahol {\displaystyle \phi } az áram és a feszültség közötti fáziskülönbség, {\displaystyle \operatorname {Re} } valós részt jelent, Z a komplex impedancia, Y* pedig az vezetőképesség (admittancia) komplex konjugáltja ({\displaystyle Y^{*}=1/Z^{*}}).

### Differenciális alakja
A Joule-hő a tér egy adott helyén is kiszámítható, a differenciális kifejezés az egységnyi térfogatra jutó Joule-hőt adja meg (térfogati energiasűrűség).{\displaystyle {\frac {\mathrm {d} P}{\mathrm {d} V}}=\mathbf {J} \cdot \mathbf {E} }Itt, {\displaystyle \mathbf {J} } az elektromos áramsűrűség {\displaystyle \mathbf {E} } az elektromos tér. A  {\displaystyle \sigma }Vezetőképességű anyag esetén, {\displaystyle \mathbf {J} =\sigma \mathbf {E} } ( differenciális Ohm-törvény) és ezért{\displaystyle {\frac {\mathrm {d} P}{\mathrm {d} V}}=\mathbf {J} \cdot \mathbf {E} =\mathbf {J} \cdot \mathbf {J} \rho ={\frac {1}{\sigma }}J^{2}}ahol {\displaystyle \rho =1/\sigma } az elektromos ellenállás. Ez a "{\displaystyle I^{2}R}" a makroszkopikus forma differenciális megfelelője.
Harmonikus esetben (szinuszos időfüggés), minden térmennyiség az {\displaystyle \omega } körfrekvenciával változik: {\displaystyle e^{-\mathrm {i} \omega t}}  Ilyenkor komplex értékű fázorokat vezetnek be: {\displaystyle {\hat {\mathbf {J} }}} az áramsűrűségre, {\displaystyle {\hat {\mathbf {E} }}} pedig az elektromos térerősségre vonatkozik. Ekkor a Joule-hő így írható fel:{\displaystyle {\frac {\mathrm {d} P}{\mathrm {d} V}}={\frac {1}{2}}{\hat {\mathbf {J} }}\cdot {\hat {\mathbf {E} }}^{*}={\frac {1}{2}}{\hat {\mathbf {J} }}\cdot {\hat {\mathbf {J} }}^{*}\rho ={\frac {1}{2}}J^{2}/\sigma }ahol a {\displaystyle ^{*}} kitevő a komplex konjugáltat jelöli.

## Nagyfeszültségű váltakozó áramú villamosenergia-átvitel
A légvezetékek a villamos energiát a villamosenergia-előállítóktól a fogyasztókhoz továbbítják. Ezek az elektromos vezetéknek nem nulla ellenállásúak, ezért Joule-hő jelentkezik rajtuk, ami átviteli átviteli veszteséget okoz.
A teljesítmény megoszlik az átviteli veszteségek (joule fűtés a távvezetékekben) és a terhelés (a fogyasztóhoz szállított hasznos energia) között. Az ilyenkor fellépő veszteségek minimalizálása érdekében a vezetékek ellenállásának a terheléséhez (a fogyasztó készülékeinek ellenállása) képest a lehető legkisebbnek kell lennie. A vezetékek ellenállás minimálisra csökkenthető, átállva rézvezetékekre, de a fogyasztó készülékeinek ellenállása és tápellátási igényük nem változtatható.
Általában egy transzformátort helyeznek a vezetékek és a fogyasztás közé. A primer áramkörben (a transzformátor bemenő tekercse) a feszültség nagy, az áramerősség kicsi, ez alakul át(transzformálódik) úgy, hogy a szekunder körben (a transzformátor kimenő tekercse) a feszültség kisebb, az áramerősség nagyobb lesz, így a szekunder áramkör egyenértékű ellenállása ({\displaystyle R_{ekv}=U/I}) megnő és az átviteli veszteségek ennek arányában csökkennek.
Az áramok háborúja során (mikor még még nem dőlt el, hogy egyen- vagy váltóáramúak lesznek a távvezetékek) a váltakozó áramú létesítmények transzformátorokat használhattak a Joule-fűtés okozta vezetékveszteségek csökkentésére, az átviteli vezetékek az egyenáramú berendezésekénél magasabb feszültségének árán. Az egyenáramot Thomas Edison, míg a váltóáramot, alkalmazottja Nikola Tesla szorgalmazta, aki később átment George Westinghousehoz.

## Alkalmazások
A Joule-hőt vagy az ellenállásos fűtést több eszközben és ipari folyamatban alkalmazzák. Azt a részt, amely az elektromosságot hővé alakítja fűtőelemnek nevezzük.
Néhány példa a gyakorlati alkalmazásokra:
- Egy izzólámpa világít, amikor az izzószálat Joule-hővel melegítik a hősugárzás (más néven feketetest-sugárzás) miatt.
- Az olvadóbiztosítékokat túláram kivédésére használják. Ha túlságosan nagy áram folyik rajtuk felmelegíti és megolvasztja bennük a vezetéket, megszakítva ezzel az áramkört.
- Az elektromos cigaretták Joule-hővel párologtatják el a propilénglikolt és a glicerint.
- Több fűtőberendezés is a Joule-hőt használ, például az elektromos fűtőtestek, forrasztópákák.
- Egyes élelmiszeriparban alkalmazott berendezések hőkezelésre használják a Joule-hőt: az élelmiszeranyagon (amely elektromos ellenállásként viselkedik) átfolyó áram hőt termelve melegíti fel őket.[5] A váltakozó elektromos áram az élelmiszer ellenállásával párosulva hőt termel.[6] A nagyobb ellenállás növeli a termelt hőt. Az ohmos fűtés lehetővé teszi az élelmiszerek gyors és egyenletes melegítését, közben megőrizve a minőségüket. A részecskéket tartalmazó termékek, a nagyobb ellenállásuk miatt gyorsabban felmelegszenek, mint hagyományos hőkezeléssel.[7]

### Élelmiszer-feldolgozás
A Joule-fűtés egy gyorspasztőrözés, angolul "high-temperature short-time" (HTST) egy fertőtlenítő folyamat, amely 50-60 Hz-es váltakozó árammal működik, ezt vezetik át az élelmiszeren és a hő az élelmiszer elektromos ellenállásán keletkezik. A termék hőmérsékletével lineárisan (azzal egyenes arányban) az elektromos vezetőképessége is növekszik. A magasabb frekvencia a legelőnyösebb, mivel ekkor minimális az oxidáció és a fémszennyeződés. Ez a melegítési mód azoknál az élelmiszereknél a legmegfelelőbb, amelyek gyenge sótartalmú közegben eloszlatott részecskékből állnak, a nagy ellenállásuk miatt.

### Anyagok előállítása, kinyerése és feldolgozása
A szén allotrópjait (például a grafén és a gyémánt) gyors joule fűtéssel (tranziens, magas hőmérsékletű elektrotermikus melegítés, angol rövidítéssel: FJH) állították elő. Különféle szilárd szén(tartalmú) alapanyagokat (korom, szén, kávézacc stb.) hevítettek ~3000 K hőmérsékletre, 10-150 ezredmásodpercig, ami turbosztratikus grafénpelyheket eredményezett. Az FJH-t a modern elektronikában használt ritkaföldfémek ipari hulladékokból történő visszanyerésére is használták. Fluorozott szénforrásból kiindulva fluorozott aktív szenet, fluorozott nanogyémántot, koncentrikus szenet (szénhéj a nanogyémánt-mag körül) és fluorozott flash-grafént lehet előállítani.
- Izzószálas villanykörte fényt bocsájt ki (világít)
- Egy villanykörte hőkamerás képe
- Egy izzólámpa volfrámszálának pásztázó_elektronmikroszkópos képe. A bal alsó sarokban a vonalka 0,01mm-nek felel meg.
- 30 kW-os fűtőszál
- Elektromos hősugárzó
- 500 W-os merülőforraló
- Kávéfőzőgép rézcsőbe zárt, hajlított fűtőbetétje
- Laboratóriumi vízfürdő, állandó, szabályozható hőmérsékletet biztosít a belé helyezett edényben folyó kémiai reakciókhoz.
- Elektromos főzőlap
- Laboratóriumi melegítőlap magas (100 C feletti) hőmérsékleten lejátszódó kémiai reakciókhoz
- Elektromos vasaló az 1950-es évekből
- Forrasztópáka, elektronikai alaktrészek beforrasztásához megolvasztott forasztóónnal
- Szobai, hordozható ventilátors fűtőeszköz
- Felforrósított levegőt fújó hajszárító
- Vörösen izzó fűtőbetét
- Hajlékony, elektromosan vezető gumiból készült PTC (Positive Temperature Coefficient) önszabályozó fűtőlap

## Fűtési hatékonyság
Fűtési technológiaként a Joule fűtés hatásfoka pontosan 1, ami azt jelenti, hogy az összes betáplált elektromos energiából hőt állít elő. Ezzel szemben a hőszivattyú együtthatója (jósági foka) 1-nél nagyobb, mert több hőt juttat a környezetből a fűtött helyre, mint amennyi elektromos energiát ehhez felhasznál.
A fűtési folyamat hatékonyságának kiszámolásához meg kell határozni a figyelembe vett rendszer határait. Épület fűtésekor a teljes hatásfok más (nagyobb) lesz akkor, ha a villanyórával mért, leadott egységnyi villamos energia fűtési hatását vesszük figyelembe, mint akkor, ha az erőműben és az energiaátvitelben bekövetkező veszteségeket is beleszámoljuk.

## Fordítás
Ez a szócikk részben vagy egészben  a   Joule heating című angol Wikipédia-szócikk ezen változatának fordításán alapul.  Az eredeti cikk szerkesztőit annak laptörténete sorolja fel. Ez a jelzés csupán a megfogalmazás eredetét és a szerzői jogokat jelzi, nem szolgál a cikkben szereplő információk forrásmegjelöléseként.